# Culturisme aux Jeux panaméricains de 2019
Les compétitions de culturisme aux Jeux panaméricains de 2019 ont lieu le 10 août 2019 à Lima, au Pérou. Il s'agit de la première apparition du culturisme dans le programme des Jeux panaméricains.

## Médaillés
| Épreuves                    | Or                                    | Argent                                | Bronze                                 |
| --------------------------- | ------------------------------------- | ------------------------------------- | -------------------------------------- |
| Culturisme classique hommes | William Yuri Rodríguez González (ESA) | Carlos Alberto Barragán Giraldo (COL) | Jonathan Estuar Martinez Catalan (GUA) |
| Fitness femmes              | Paulina María Zamora Cornejo (ESA)    | Xyomara Vanessa Valdivia Flor (MEX)   | Macarena Belén Figueroa Miranda (CHI)  |

## Tableau des médailles
| Rang | Nation    | Or | Argent | Bronze | Total |
| ---- | --------- | -- | ------ | ------ | ----- |
| 1    | Salvador  | 2  | 0      | 0      | 2     |
| 2    | Colombie  | 0  | 1      | 0      | 1     |
| 2    | Mexique   | 0  | 1      | 0      | 1     |
| 4    | Chili     | 0  | 0      | 1      | 1     |
| 4    | Guatemala | 0  | 0      | 1      | 1     |
|      | Total     | 2  | 2      | 2      | 6     |